# Электроника МК-51

«Электроника МК-51»

Электроника МК-51 — советский и российский инженерный калькулятор с питанием от литиевого элемента типа ДМЛ-120 (МЛ2325, CR2325) или двух элементов СЦ-32. Выпускался с 1982 года на заводах «Ангстрем» и «Биллур».

## Описание
Микрокалькулятор автоматически выполняет четыре арифметических действия, вычисления натуральных и десятичных логарифмов, прямых и обратных тригонометрических функций, обратных величин, факториала, вычисления с двухуровневыми скобками, возведение в квадрат и извлечение квадратного корня, возведение в степень и извлечение корней, операции с памятью, статистические расчёты, коррекцию ошибочно введённых чисел, операций, а также величин для статистических расчётов, перевод величин выраженных в градусах, минутах и секундах, в целые и десятичные доли градуса. Управляющая микросхема калькулятора (процессор) содержит 18 тысяч транзисторов, которые изготовлены в одном полупроводниковом кристалле большой интегральной схемы (БИС).
По функциональным возможностям является аналогом калькулятора Casio FX-2500 с небольшими различиями: по-разному работают кнопки 0—9 с включенной дополнительной функцией F. В FX-2500 при нажатии кнопок, которых нет функций, вызываемых по кнопке «F», выполняются функции, нарисованные на кнопке, а в МК-51 выполняются функции, которые нарисованы над соответствующими кнопками как в модели МК-38 (Casio FX-48).

## История
Производство калькулятора «Электроника МК-51» началось в 1982 году на заводах «Ангстрем» (Зеленоград), «Биллур» (Азербайджан) и «Родон» (Украина).
В 1986—1987 годах выпускался экспортный вариант калькулятора с названием Elorg 51, отличавшийся от стандартного дисплеем и обозначениями на корпусе, выполненные латиницей.
В СССР в 1991 году розничная цена микрокалькулятора с литиевой батареей составляла 64 рубля.
Калькулятор пользовался популярностью и выпускался вплоть до 2000 года.
В середине 1990-х годов было выпущено несколько юбилейных моделей, в частности к 50-летию Победы и 850-летию Москвы.

## Комплект поставки

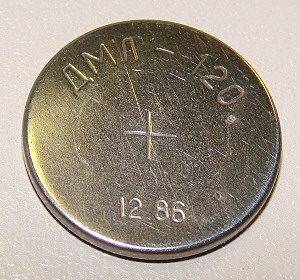
Литиевый элемент питания ДМЛ-120

- Микрокалькулятор «Электроника МК-51»;
- Элемент(ы) питания (установлен в микрокалькуляторе);
- Руководство по эксплуатации;
- Футляр («книжка» или чехол);
- Индивидуальная потребительская тара.[источник не указан 2734 дня]

## Технические данные

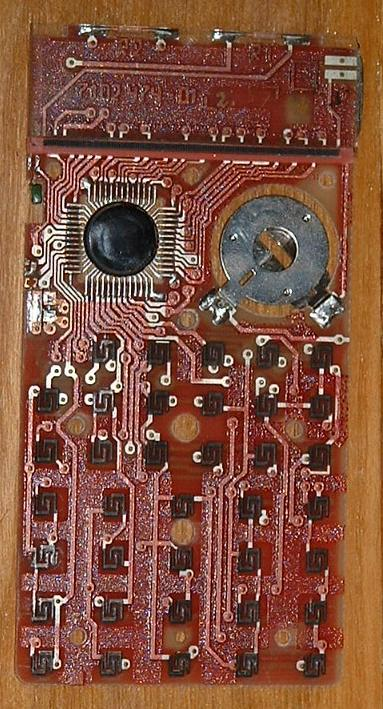
Плата «Электроники МК-51» — вид сверху

| Модель                                   | Электроника МК-51                                                                                                 |
| Источник питания                         | 1-я модификация: 1xМЛ2325 или ДМЛ-120 (современный аналог CR2325 или можно CR2032) 2-я модификация: 2хСЦ-32(3.0В) |
| Управление питанием                      | Движковый выключатель                                                                                             |
| Время выполнения арифметических операций | около 0,6 с. |
| Энергопотребление                        | P ≤ 0,001 Вт |
| Тип экрана                               | ЖК (ИЖЦ2-9/7) |
| Разрядность экрана                       | 9 разрядов, один из них используется для знака «минус»                                                            |
| Клавиатура                               | Пластмасса-резина (резиновая прокладка замыкает контакты печатной платы) клавиатура, 37 клавиш.                   |
| CPU                                      | К757ИП1-2, корпус с 52 выводами для поверхностного монтажа                                                        |
| Диапазон рабочих температур              | +5 … +40 °C |
| Материал корпуса                         | Пластик и алюминий                                                                                                |
| Размеры                                  | 130×70×8 мм |
| Вес                                      | около 100 грамм                                                                                                   |

## Фотографии

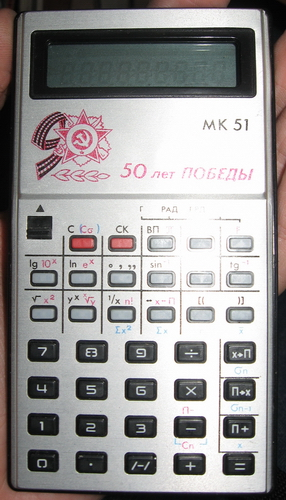
Электроника МК-51 к 50-летию Победы
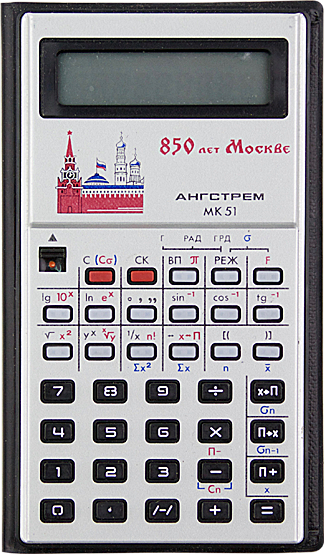
Электроника МК-51 к 850-летию Москвы
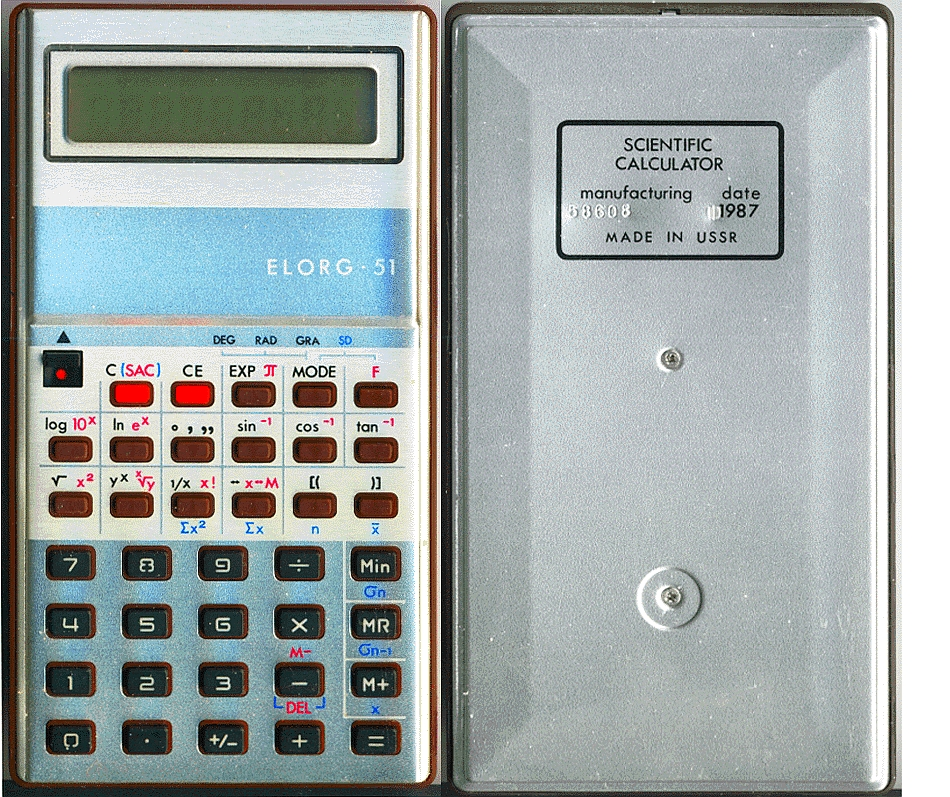
Калькулятор Elorg 51 - экспортный вариант Электроники МК-51
Общий вид калькулятора
Вид на заднюю часть калькулятора со снятой задней крышкой
Надпись на крышке калькулятора с нанесёнными параметрами и ценой калькулятора
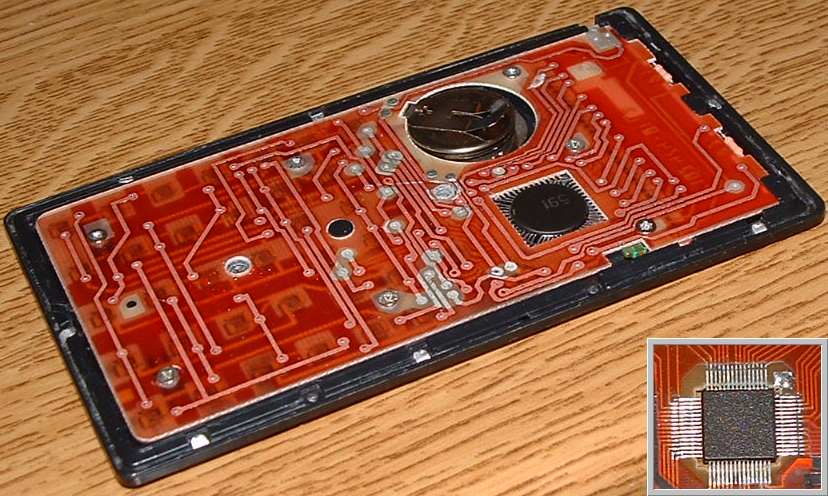
Вид на печатную плату "Электроники МК-51"